# Міська стіна Джайпура

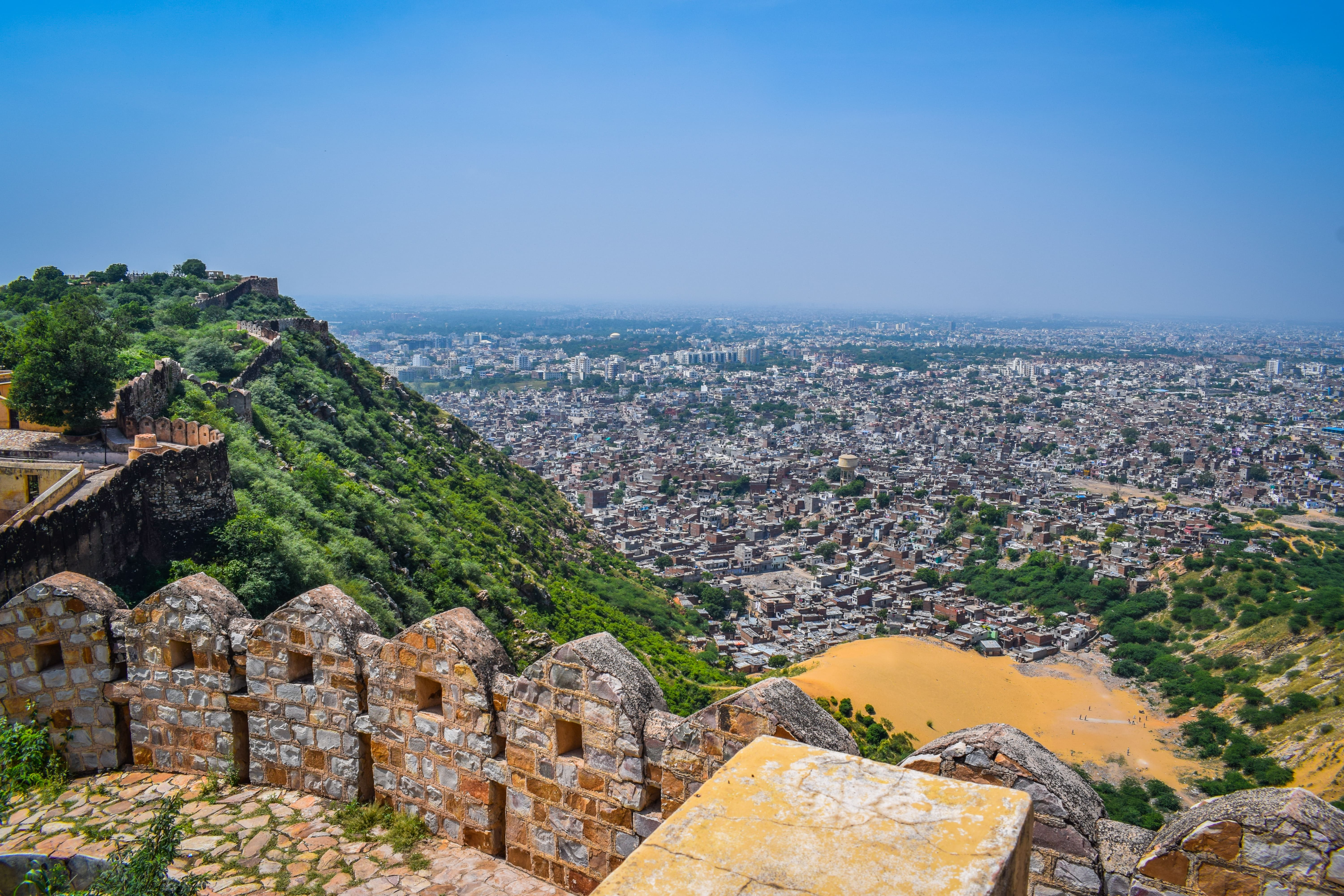
Із пташиного польоту Огороджене місто

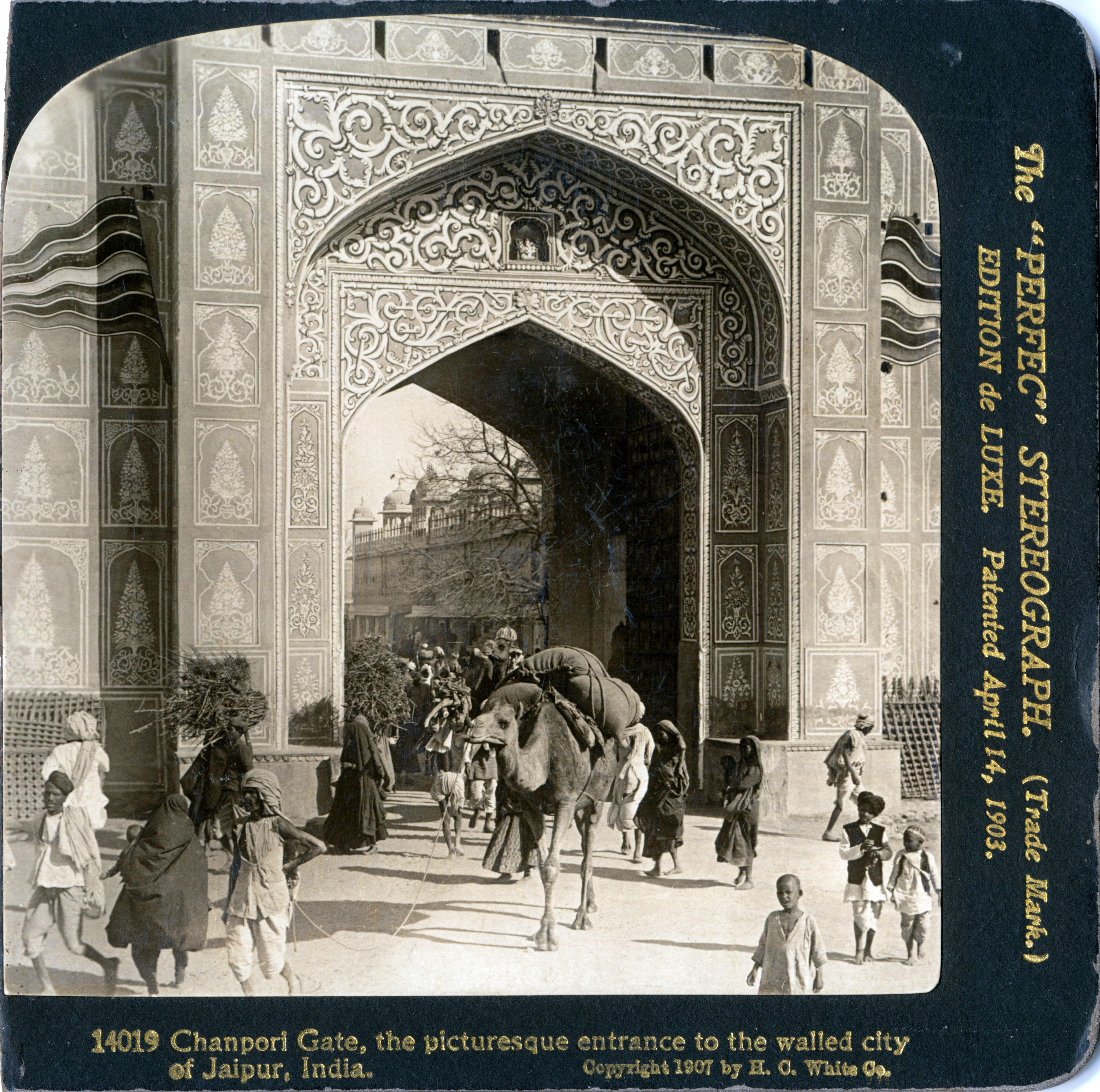
Огороджена міська брама Джайпура, 1907 рік.

Міська стіна Джайпура — це міська стіна, що оточує старе місто Джайпур у штаті Раджастан в Індії.

## Історія
Мур був побудований в 1727 році, коли місто заснував Махараджа Джай Сінґх II.

## Особливості
- Чендпол
- Суражполе
- Брама Аджмері або Кішанполе
- Нова брама або Наяполе
- Брама Санганері або Шивполе
- Брама Гат або Рамполь
- Брама Самрат
- Брама Зоравар Сінгх або Друвполе
- Gangapole
- Чаар Дарваза

С* інгх Двар

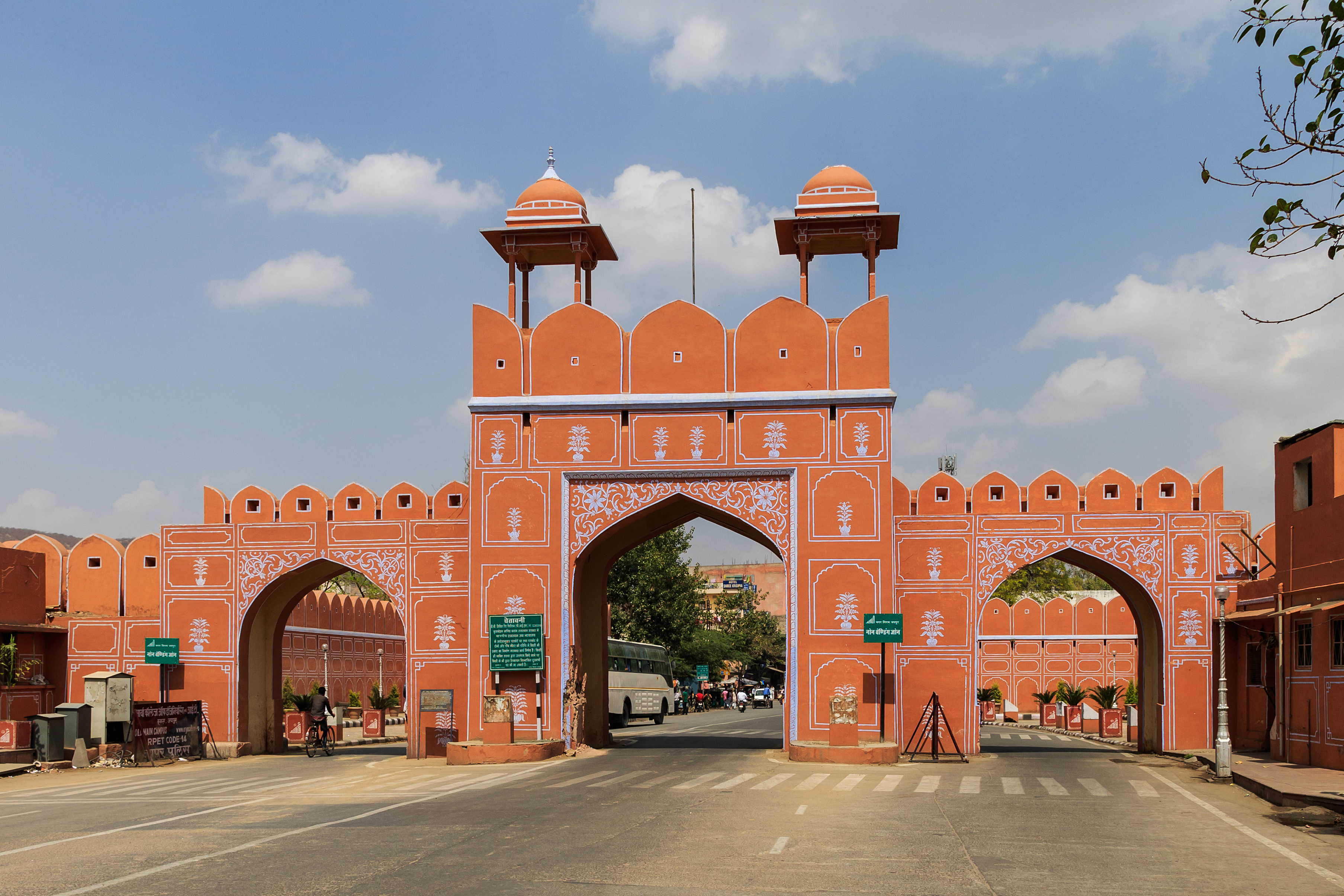
Брама Зоравар Сінгх

Стіна має шість метрів у висоту і три метри в товщину. У стіні сім воріт. Ворота це: